# Jeongseon (skidort)
Jeongseon (koreanska: 정선 알파인 경기장) är en alpin skidort i Bukpyeong-myeon i landskommunen Jeongseon-gun i provinsen Gangwon,  Sydkorea cirka 50 km sydöst om Pyeongchang. Skidanläggningarna användes för tävlingar i alpin skidåkning under olympiska vinterspelen 2018.
Orten var värd för tävlingar i alpina världscupen 2016 och alpina världscupen 2017.